# Neoharriotta pumila
Neoharriotta pumila é uma espécie de peixe da família Rhinochimaeridae.
Pode ser encontrada nos seguintes países: Somália, Iémen e possivelmente em Índia.
Os seus habitats naturais são: mar aberto.